# Демократична Федеративна Македонія

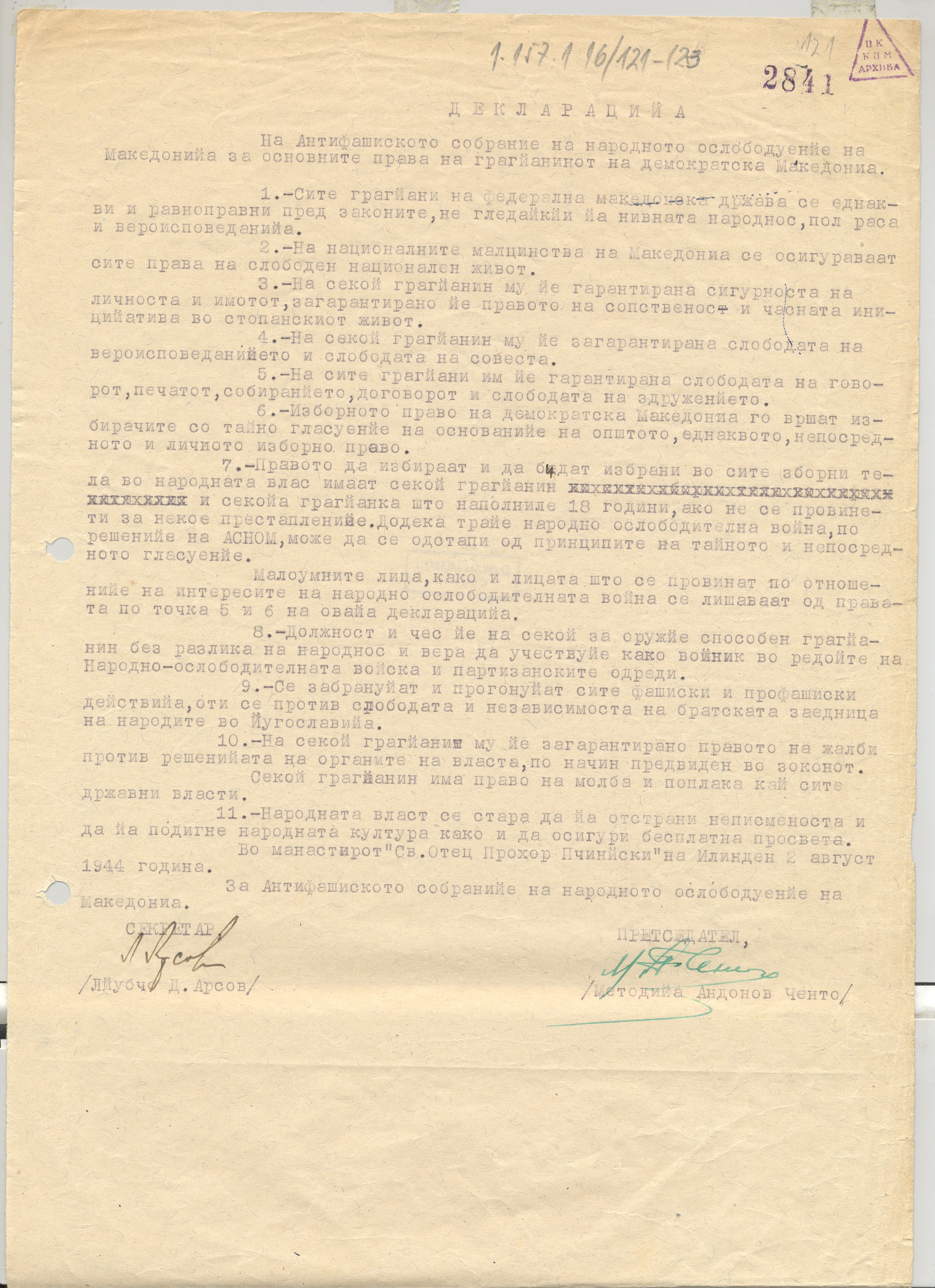
Декларація АСНОМ про основні права громадян Федеративної Македонії (2 серпня 1944 р.)

Демократична Федеративна Македонія - це назва Македонії як федеративної держави в рамках нещодавно проголошеної Демократичної Федеративної Югославії. Ця назва використовувалася в період з 1944 по 8 березня 1946 року, коли в Народній Республіці Македонія законодавчо було змінено Президію Національних зборів.
У вихорі Другої світової війни на Першій сесії АСНОМ, що відбулася 2 серпня 1944 р. В монастирі св. Прохора Пчінського, за участю делегатів з усієї Македонії та представників великих держав, що беруть участь в антифашистській війні - США та Великої Британії, було прийнято такі важливі рішення:
- Рішення про оголошення АСНОМ найвищим законодавчим та виконавчим представницьким органом та вищим органом державного уряду Демократичної Македонії
- Декларація АСНОМ про основні права громадян Демократичної Македонії
- Рішення АСНОМ про запровадження македонської мови як офіційної в македонській державі
- Рішення АСНОМ оголосити день Іллі - 2 серпня національним та державним святом македонської держави.

Перше засідання АСНОМ формує власний Президіум, який фактично є першим урядом Македонії. Окрім президента, Президія мала двох віце-президентів, двох секретарів та 17 членів. Президентом був обраний Методія Андонов-Ченто.
Територія держави поділялася на народні правління, округи та муніципалітети як форми місцевого самоврядування та самоврядування.
Виходить перший номер газети "Нова Македонія". Вирішили створити школу для державних вчителів . Створена Національна бібліотека "Климент Охридський". Утворено Македонський філармонічний оркестр. Різдвяні події в фортеці Скоп'є: деякі підрозділи відмовляються їхати на Сремський фронт, а замість цього хочуть поїхати до Салонік. Створено Македонський національний театр. Проводиться Перший церковно-народний збір на оновлення Македонської православної церкви . Було сформовано перший уряд Македонії. Було прийнято рішення про визначення македонського алфавіту. Виходить перший македонський буквар.
8 березня 1946 року Президія Національних зборів приймає закон, згідно з яким колишня назва Демократична Федеративна Македонія змінюється на Народну Республіку Македонія.

## Пов’язані
- Уряд Македонії з 1945 року
- Президія Національних зборів
- Народна Республіка Македонія